# Engineering Research Associates
Engineering Research Associates — американская компьютерная компания, известная также как ERA, созданная в январе 1946 года, и стоявшая у истоков компьютерной эры. Компания известна благодаря своим цифровым компьютерам, но по мере расширения рынка наибольшую известность ей принесло изобретение систем хранения данных на основе магнитного барабана.
В 1952 году компания была приобретена компанией Remington Rand и присоединена к подразделению UNIVAC Division, созданному на основе другой недавно приобретенной компании — Eckert–Mauchly Computer Corporation. После слияния с Remington Rand большая часть сотрудников компании в 1957 году покинула её и основала компанию Control Data Corporation. В ERA начал свою карьеру инженер компьютерных систем знаменитый Сеймур Крэй.

## История компании
У истоков компании ERA стояла группа учёных и инженеров, работавших во время Второй Мировой войны по мобилизации в отделе шифрования и дешифрования Военно-морского ведомства США. Это отделение называлось Communications Supplementary Activity — Washington (CSAW). Другая группа инженеров работала в правительственной лаборатории Naval Computing Machine Laboratory (NCML) на территории компании National Cash Register (NCR), г.Дейтон, шт.Огайо. Ближе к окончанию войны в военном ведомстве предвидели, что предстоит демобилизация и сокращение финансирования. Не желая терять команду специалистов с ценным опытом работы в области расшифровки и построения шифровальных и дешифровальных приборов, Военно-морское ведомство помогло специалистам создать частную компанию, которая получала военные контракты на построение дешифровальных машин.

### Создание компании
После долгого поиска инвесторов, компанию устроили в помещениях фабрики Northwestern Aeronautical Corporation, производившей планеры для Армии США, в городе Сент-Пол, шт. Миннесота. В связи с окончанием войны и сокращением военных контрактов, владелец фабрики Джон Паркер (John Parker) с радостью согласился устроить у себя компанию, чтобы не закрывать свою фабрику и не увольнять рабочих. Окончательное решение Джон Паркер принял после личной встречи с адмиралом Честером Нимицом, занимавшим в то время пост Начальника Военно-Морских Операций (Chief of Naval Operations). Вместе с другими инвесторами он получил 50 % доли новой компании, а вторую долю получили инженеры Говард Енгстром (Howard T. Engstrom), Ральф Меадер (Ralph Meader) и Уильям «Билл» Норрис (William Norris). Новую компанию возглавил Джон Паркер в качестве президента и директора, и она начала работать в январе 1946 года.
Компания получала от ВМФ США заказы на построение специализированных электронных машин-дешифраторов. Правила правительственных контрактов требовали от компаний-подрядчиков доказательство, что они могут выполнить контракты в срок. Так как у ERA такой истории не было, контракты заключались с Northwestern Aeronautical Corporation (которая во время войны производила планеры), а ERA выступала субподрядчиком. Для обеспечения секретности та часть фабрики планеров, где размещалась ERA, была объявлена базой ВМФ США и находилась под постоянной вооружённой охраной. Джон Паркер, несмотря на то, что был президентом компании, не мог попасть в помещения ERA, так как не имел соответствующего уровня доступа к правительственным секретам.

### Дешифраторы Goldberg и Demon, компьютеры Atlas I и Atlas II
Первой машиной, законченной в 1947 году, была машина Goldberg, которая использовала первый примитивный магнитный барабан для чтения и хранения данных. Одна из следующих машины — Demon — была построена для взлома определенного советского шифра. В 1949 году шифр сменили, и машина стала бесполезной. Джеймс Пендерграс (James Pendergrass), офицер ВМФ США, присутствовал на Лекциях школы Мура летом 1946 года, где создатели машин ENIAC и EDVAC излагали основы построения универсальных электронных компьютеров. После этих лекций Джеймс Пендерграс убедился, что самым правильным решением в дешифровке было бы создание универсальной электронной машины, которую можно было быстро перепрограммировать для взлома любого нового шифра. В 1947 году ВМФ США подписало с компанией ERA контракт под названием «Задание 13» («Task 13») на создание первого электронного компьютера с хранимой в памяти программой. Эта машина под названием Atlas (в ней тоже использовался магнитный барабан для хранения данных) вступила в строй в Агентстве национальной безопасности США в декабре 1950 года. Компания ERA коммерциализировала эту разработку и стала продавать её с декабря 1951 года под названием ERA 1101, где «1101» означало «13» в двоичном коде.
Ещё до окончания компьютера Atlas I ВМФ США потребовало более мощную машину с оперативной памятью, построенной на трубках Уильямса, и долговременной — на магнитных барабанах. Работа над компьютером Atlas II (проект «Задание 29» — «Task 29») началась в 1950 году и была закончена в сентябре 1953 года, когда Atlas II был установлен в Агентстве Национальной безопасности США, тогда ещё сверхсекретном ведомстве.
ERA планировала конверсировать в коммерческую разработку и Atlas II и продать её множеству клиентов под названием ERA 1103, когда против компании были выдвинуты обвинения в инсайдерстве. Газета Washington Merry-Go-Round утверждала, что компания ERA является конфликтом интересов, где Норрис и Енгстром, используя свои связи времен Второй мировой войны, извлекают личную выгоду из правительственных контрактов. Юридические разбирательства истощили компанию морально и финансово. В 1952 году она была продана компании Remington Rand.

### В составе Remington Rand
У Remington Rand уже имелось компьютерное подразделение, созданное на основе купленной в 1950 году компании Eckert–Mauchly Computer Corporation, создавшей один из первых коммерческих компьютеров — UNIVAC I. Некоторое время коллективы обеих компаний работали отдельно друг от друга в составе Remington Rand: ERA (в г. Сент-Пол) занималась научными и военными разработками, а Eckert-Mauchly (в г. Филадельфия) — продавала UNIVAC-и коммерческим покупателям. Однако в 1955 году компания Remington Rand слилась с компанией Sperry Corporation, образовав компанию Sperry Rand (позже просто Sperry). Коллективы ERA и Eckert-Mauchly были объединены в одно подразделение под названием Sperry-UNIVAC. Большая часть разработок ERA была закрыта, продукты компании стали продаваться под названием UNIVAC (так компьютер ERA 1101 превратился в UNIVAC 1101), а технология магнитных барабанов стала использоваться в новых моделях компьютера UNIVAC. Некоторые инженеры, недовольные подобными изменениями, ушли из Sperry Rand и создали новую компанию под названием Control Data Corporation, директором которой стал Уильям Норрис. Среди ушедших в Control Data Corporation был и Сеймур Крей — создатель суперкомпьютеров CDC и Cray.
Оставшиеся сотрудники ERA продолжали работать в Sperry Rand (см. Unisys), занимаясь в основном военными разработками. Они составили костяк подразделения под названием «Military Division», которое затем было переименовано в «Aerospace Division».

## Галерея

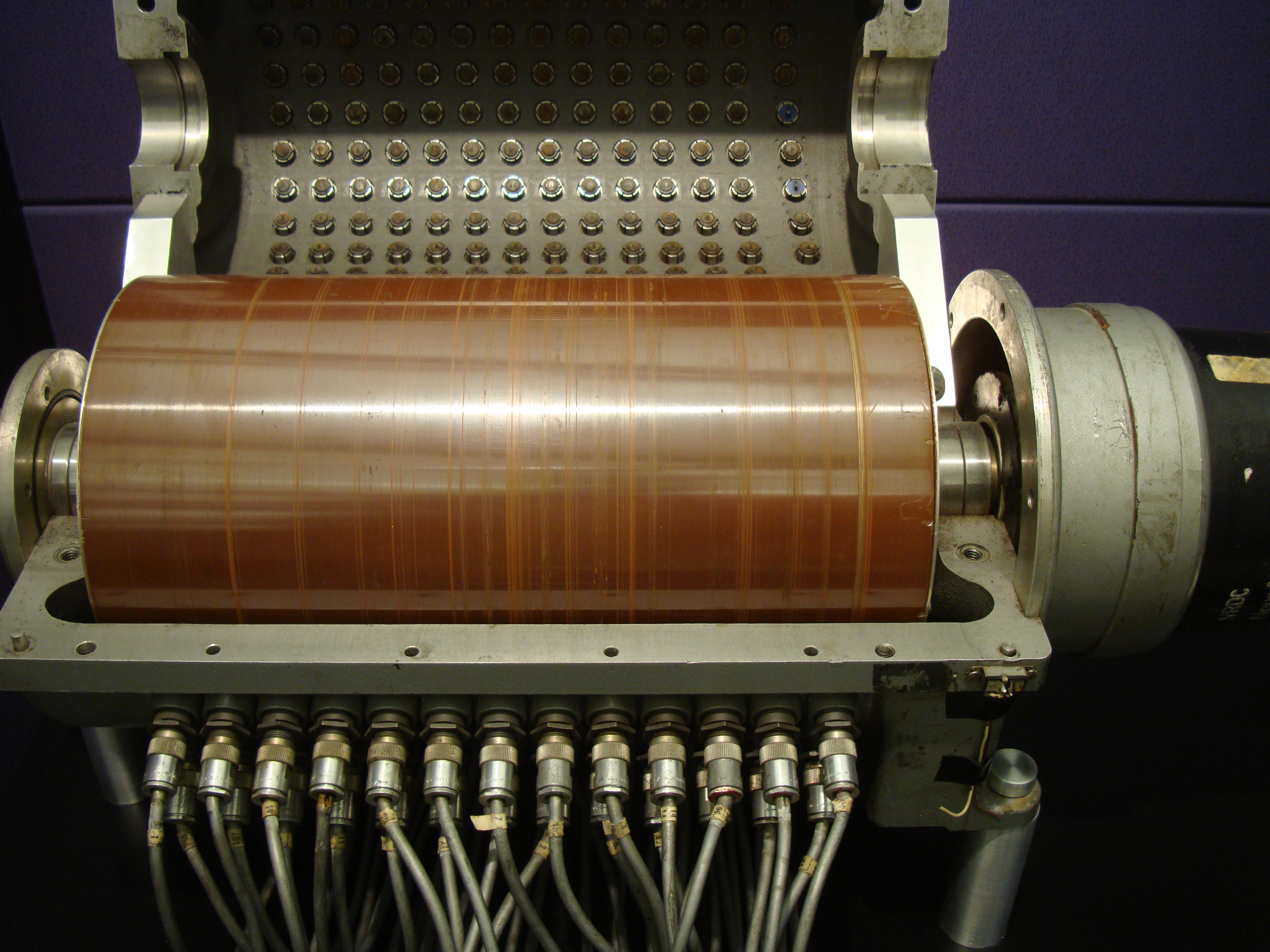
Магнитный барабан ERA
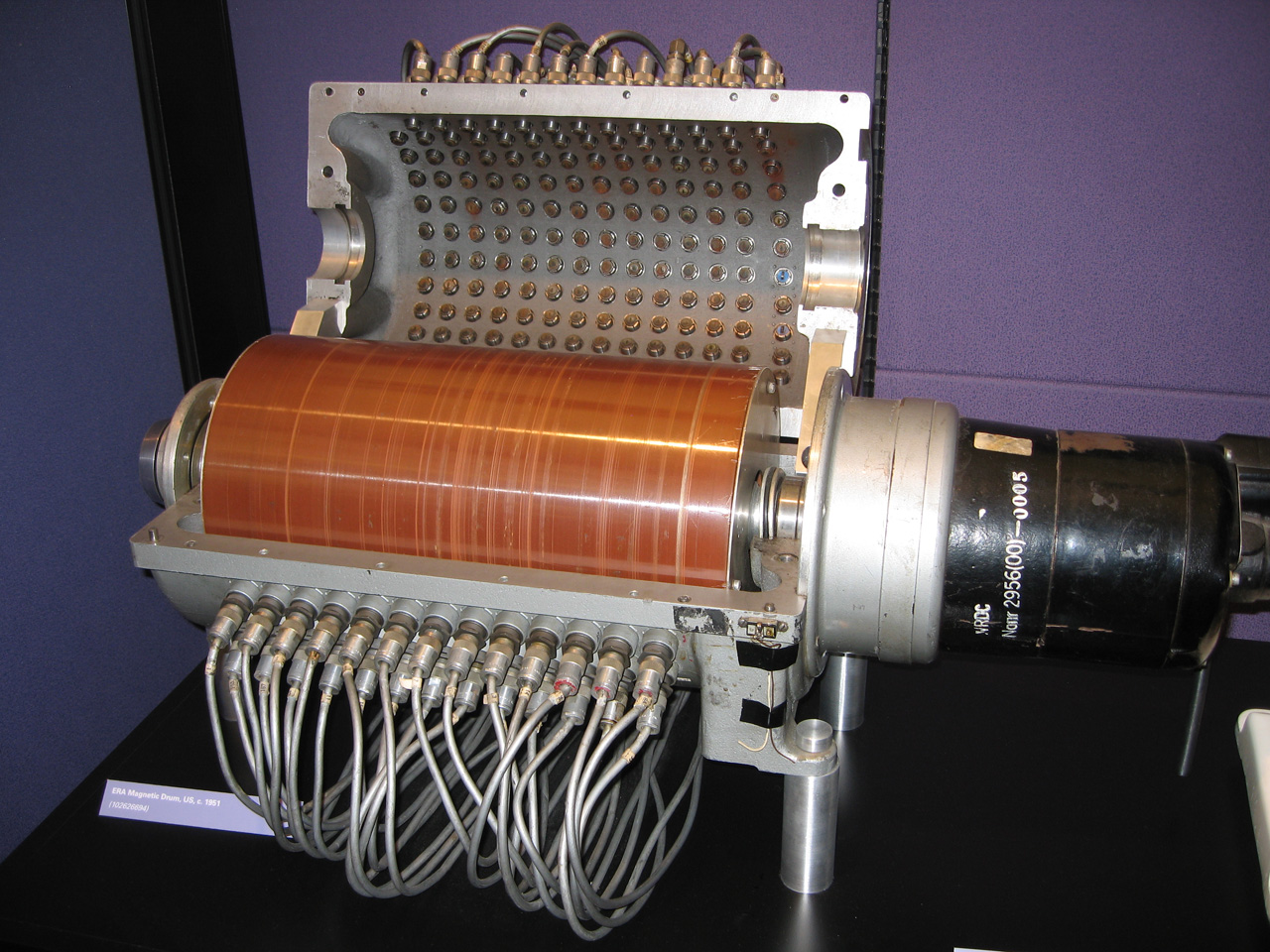
Магнитный барабан ERA
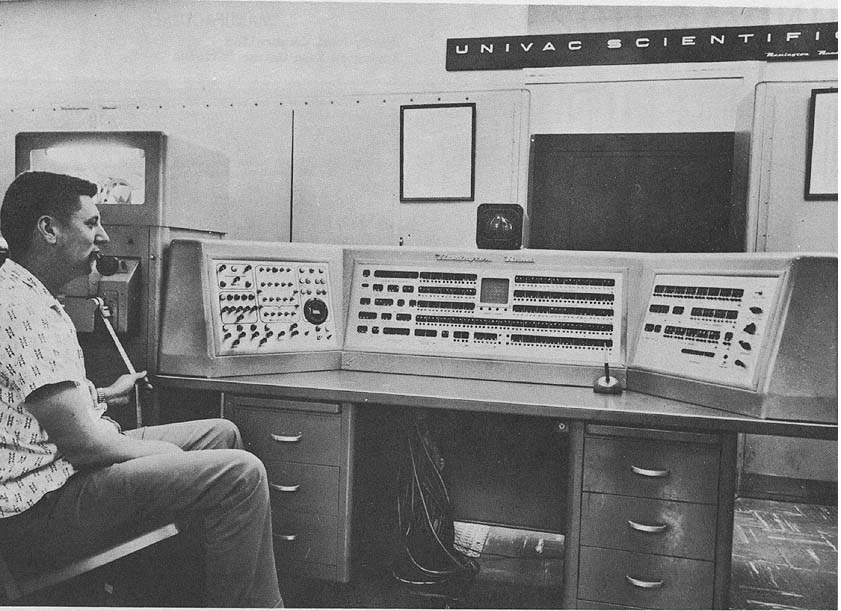
ERA 1101/UNIVAC 1101
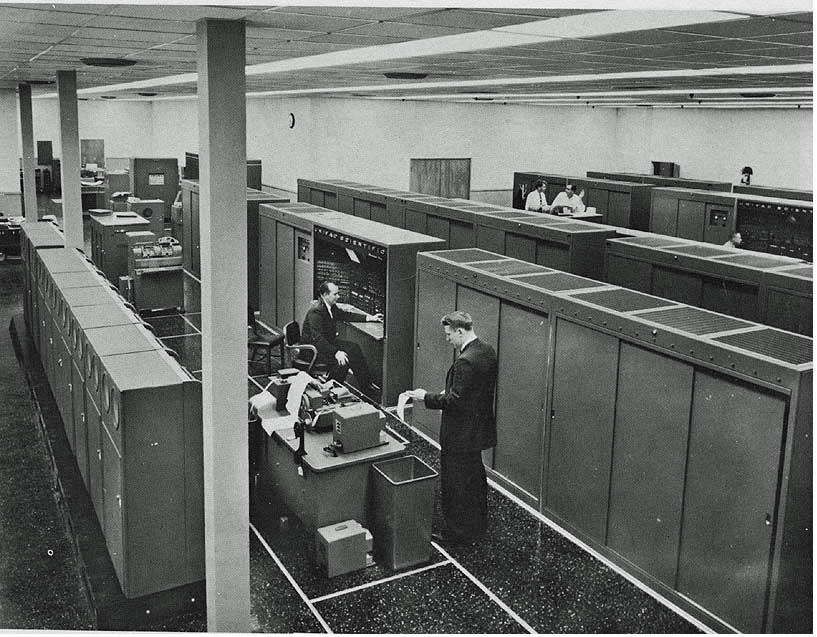
ERA 1103/UNIVAC 1103

## Интересные факты
- Сеймур Крей поступил на работу в ERA в 1951 году. Его первой разработкой в компании был компьютер ERA 1103, который потом был переименован в UNIVAC 1103. Последнее, над чем работал Крей в ERA (уже в составе Sperry Rand), был прототип компьютера AN/USQ-17 для боевой информационной системы NTDS, который все же в серию не пошёл, так как все основные разработчики прототипа ушли в только что образованную компанию Control Data Corporation.
- Уильям Норрис, покинув Sperry Rand в 1957 году, основал компанию Control Data Corporation, и собирал уставной капитал для неё, лично продавая акции Control Data Corporation по доллару за штуку сотрудникам Sperry Rand у её проходной.
- Компания Control Data Corporation расположилась в г.Миннеаполис, шт. Миннесота, который отделен от г. Сент-Пол рекой. Многие сотрудники Sperry, наблюдая успех компании CDC буквально из окон своих офисов, мечтали «переехать за речку», то есть перейти в компанию CDC, где их всегда с радостью ждали